# Walk Through Fire
Walk Through Fire è il dodicesimo album in studio del gruppo heavy metal inglese Raven, pubblicato nel 2009.

## Tracce
1. Intro – 0:52
2. Against the Grain – 3:52
3. Breaking You Down – 3:02
4. Under Your Radar – 4:05
5. Walk Through Fire – 3:20
6. Bulldozer – 3:53
7. Long Day's Journey – 4:50
8. Trainwreck – 3:34
9. Grip – 3:32
10. Running Around in Circles – 3:40
11. Hard Road – 3:45
12. Armageddon – 6:31
13. Attitude – 3:24
14. Necessary Evil – 3:56
15. Space Station #5 (Montrose cover) – 4:01

## Formazione
- John Gallagher - basso, voce
- Mark Gallagher - chitarra
- Joe Hasselvander - batteria